# Williamsburg (Virginia)
Williamsburg ist eine Stadt im Südosten des US-Bundesstaats Virginia. Das U.S. Census Bureau hat bei der Volkszählung 2020 eine Einwohnerzahl von 15.425 ermittelt. Sie ist County-Sitz des James City Countys, gehört ihm selbst aber nicht an. Ein Teil der Stadt wurde als Colonial Williamsburg im Stil des 18. Jahrhunderts restauriert, weitgehend finanziert durch John D. Rockefeller, Jr., der nach Aussage seines Sohnes David innerhalb von 30 Jahren etwa 60 Millionen Dollar in das Projekt investierte.

## Geschichte
1633 wurde die Stadt mit dem Namen Middle Plantation als Teil von Jamestown gegründet. 1699 benannte man sie zu Ehren von König Wilhelm III. von Oranien um. Von 1699 bis 1776 diente Williamsburg als Hauptstadt der königlich britischen Kolonie von Virginia. Ab Mai/Juni 1776 wurde die Stadt Hauptstadt des neuen unabhängigen Commonwealth of Virginia. 1788 wurde sie als Hauptstadt von Richmond abgelöst.

## Colonial Williamsburg

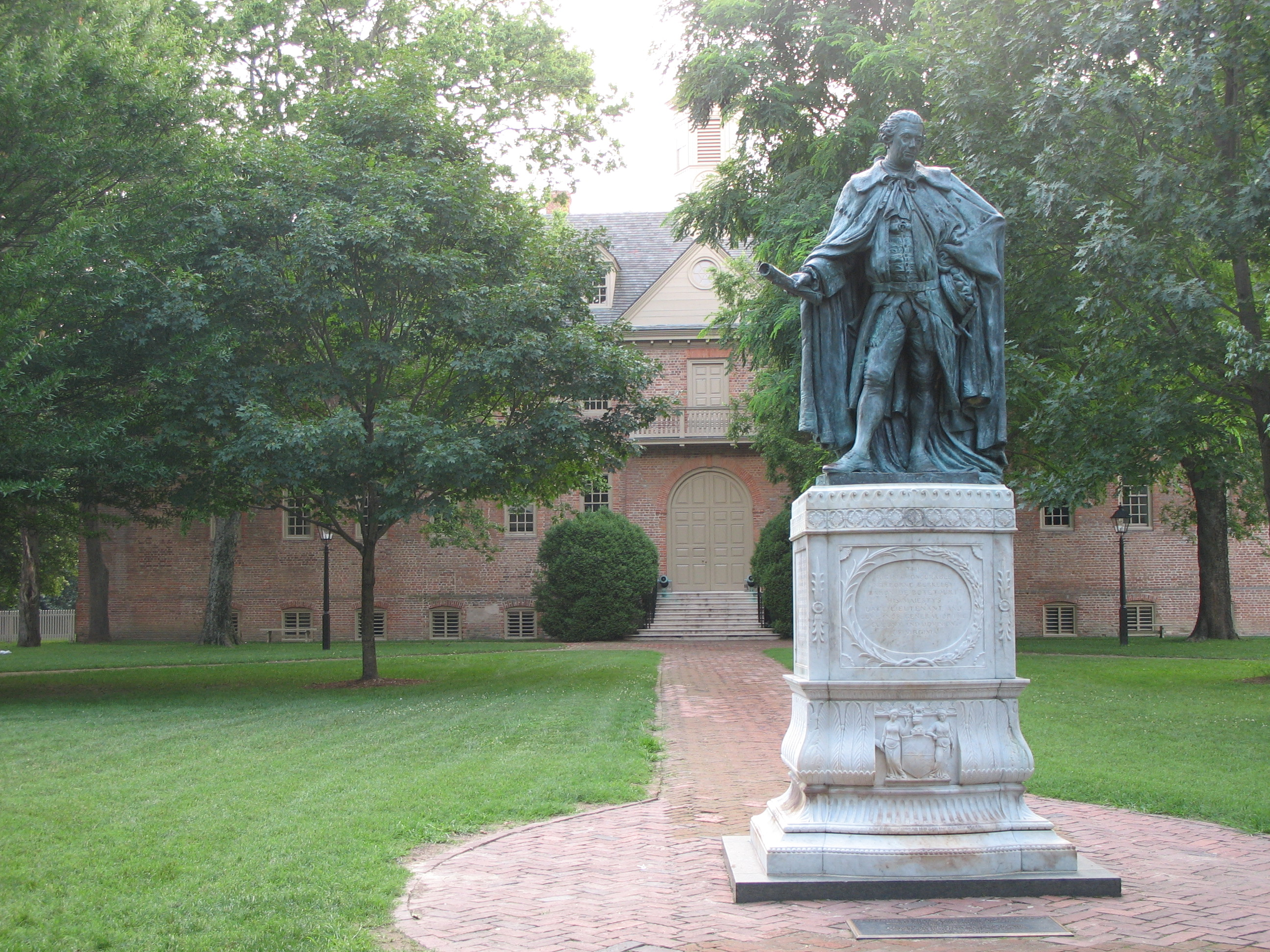
College of William and Mary, im Vorhof Standbild des Lord Botetourt (vormals Rektor)

Große Teile von Williamsburg stehen seit 1931 als Colonial Williamsburg unter Denkmalschutz, so das Kapitol (1701/05), der Governor’s Palace (1706/20, rekonstruiert 1927–34) und das College of William and Mary (1695/99). Die Gebäude stehen für die Epoche, in der die Nation entstand.
Zu Beginn des 20. Jahrhunderts waren die Restaurierung und der Wiederaufbau von Colonial Williamsburg eines der größten Projekte dieser Art in den USA. Es wurde v. a. durch William Archer Rutherfoord Goodwin (1869–1939) und John D. Rockefeller, Jr. sowie seiner Frau Abby Aldrich Rockefeller begleitet, um die frühe Geschichte der Vereinigten Staaten zu feiern.
Viele der fehlenden kolonialen Strukturen wurden in den 1930er Jahren an ihrem ursprünglichen Standort rekonstruiert. Einiges wurde auf den baulichen Stand des 18. Jahrhunderts zurückversetzt. Die meisten Gebäude sind für Touristen geöffnet und Colonial Williamsburg wird jedes Jahr von mehr als einer Million Besuchern aus aller Welt besichtigt. Es ist heute ein Living History-Museum, in welchem Personen in historischen Kostümen das Leben im 18. Jahrhundert interpretieren.

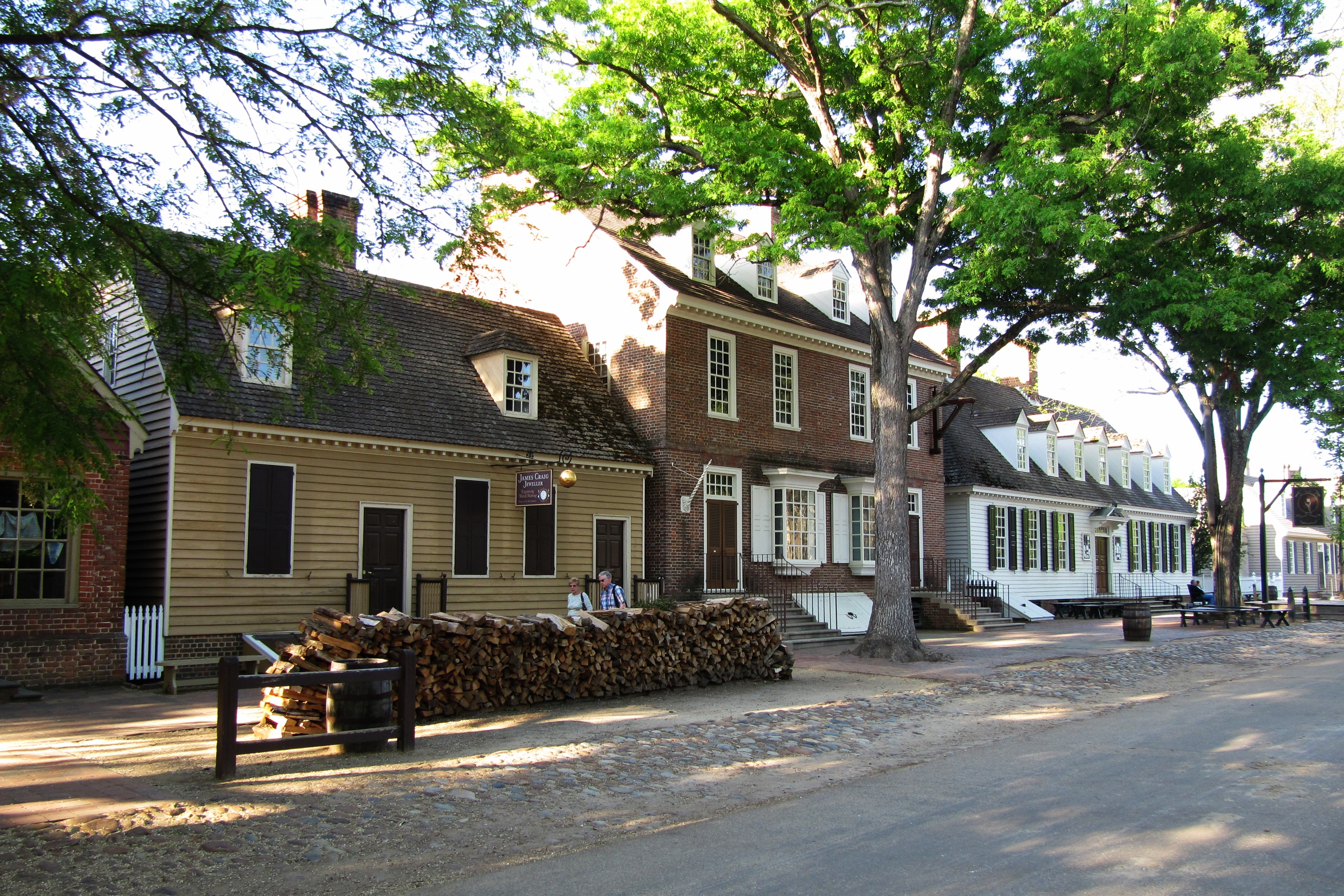
Colonial Williamsburg

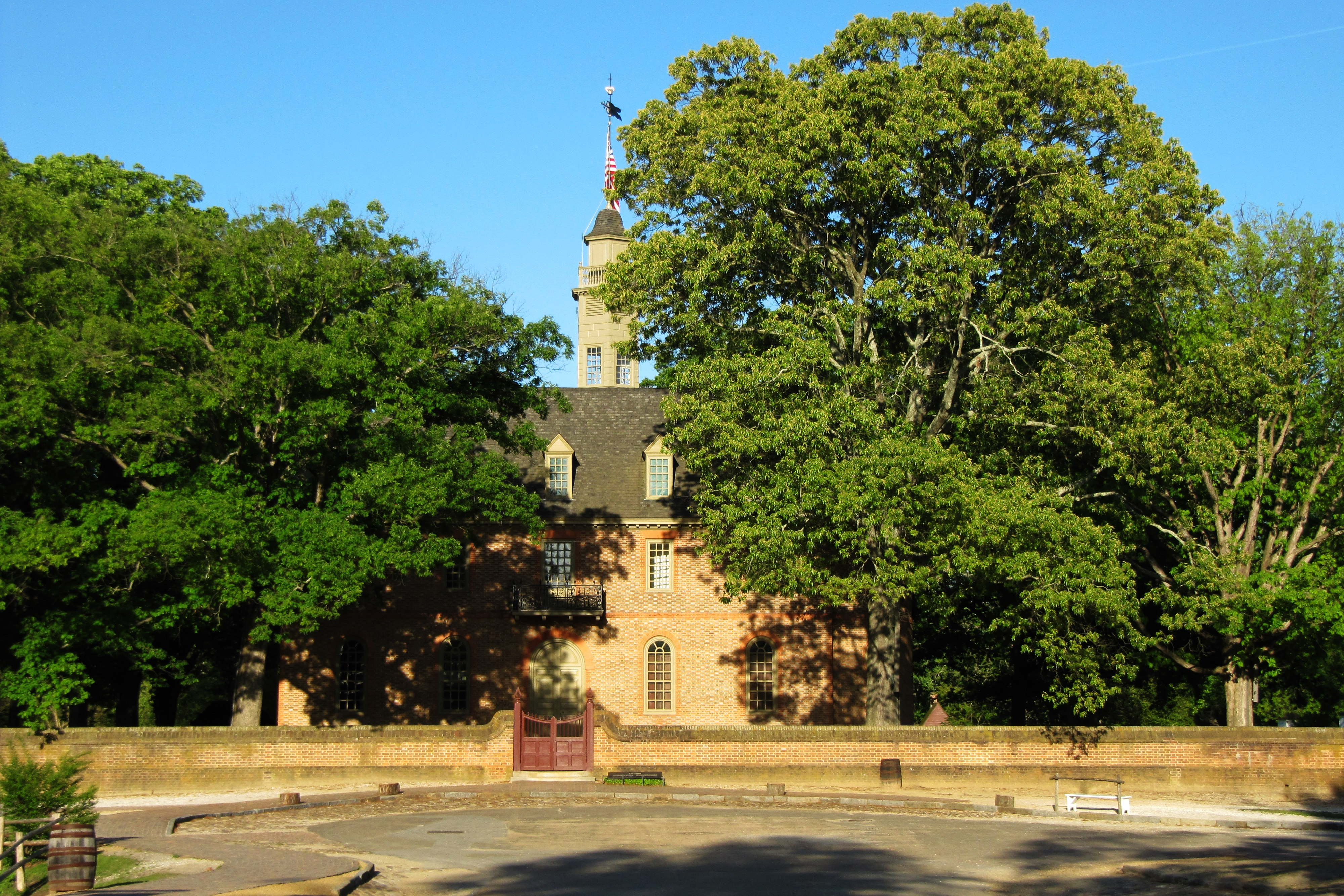
Capitol – Colonial Williamsburg

Das DeWitt Wallace Decorative Arts Museum zeigt eine umfangreiche Sammlung von amerikanischen und britischen Antiquitäten. Enthalten sind Möbel, Metalle, Keramik, Glas, Gemälde, Drucke, Schusswaffen und Textilien aus dem 17., 18. und 19. Jahrhundert. Dem Museum angegliedert ist das Abby Aldrich Rockefeller Folk Art Museum, das landesweit als führendes Zentrum der Erforschung, Erhaltung und Ausstellung von amerikanischer Volkskunst gilt und die umfangreiche Volkskunst-Sammlung Abby Rockefellers enthält.

## Bildung
- Institut für frühe amerikanische Geschichte und Kultur
- College of William and Mary, nach Harvard in Boston die zweitälteste Hochschuleinrichtung der Vereinigten Staaten

## Geboren in Williamsburg
- Lemuel J. Bowden (1815–1864), US-Senator
- Bill Chen (* 1970), Pokerspieler
- Howard Curtis (* ≈1953), Jazzmusiker
- John L. Hall, Jr. (1891–1978), Admiral
- Sean Hall (* 1967), Ruderer
- Bruce Randall Hornsby (* 1954), Pianist und Singer-Songschreiber
- Peyton Randolph (1721–1775), erster Präsident des Kontinentalkongresses
- Lawrence Taylor (* 1959), Linebacker im American Football
- Littleton Waller Tazewell (1774–1860), Politiker
- Martha Washington (1731–1802), erste First Lady der Vereinigten Staaten von Amerika

## Besonderheiten
- In Williamsburg befindet sich die historische Gaststätte Christiana Campbell Tavern, in der schon US-Präsident George Washington verkehrte.[7]
- Nahe Williamsburg liegt Camp Peary, das Ausbildungszentrum der Central Intelligence Agency, des Auslandsnachrichtendienstes der Vereinigten Staaten.